# 侧序碱茅
侧序碱茅（学名：Puccinellia angustata），为禾本科碱茅属下的一个植物种。